# Кайнар (Ордабасинський район)
Кайна́р (каз. Қайнар) — село у складі Ордабасинського району Туркестанської області Казахстану. Входить до складу Буржарського сільського округу.
Населення — 3194 особи (2021; 3264 у 2009, 3099 у 1999, 2613 у 1989).